# 비밀의 비밀
《비밀의 비밀》(영어: Fool Me Once)은 2024년 1월 1일 넷플릭스에서 공개된 영국의 스릴러 텔레비전 시리즈이다.

## 개요
전직 군인 마이아는 남편 조가 강도를 당해 사망한 뒤 친구에게서 어린 딸의 방에 놓을 보모용 감시 카메라를 선물로 받는다. 카메라에 녹화된 영상을 확인하던 마이아는 뜻밖에도 죽어있어야 할 조가 딸을 찾아왔던 모습을 발견한다. 한편 조의 살해에 사용된 글록 권총은 조에 앞서 사망한 마이아의 언니 클레어의 살해에도 쓰인 것으로 드러나면서 두 살인 사건간의 연관 관계가 대두된다. 마이아와 사미 경사는 두 사람의 피살 너머에 파묻힌 오래된 비밀들을 파헤쳐나간다.

## 출연
- 미셸 키건 - 마이아 스턴 버킷 역
- 아딜 아크타르 - 사미 키어스 경사 역
- 리처드 아미티지 - 조 버킷 역
- 조애나 럼리 - 주디스 버킷 역
- 디노 페처 - 마티 맥그레거 경장 역
- 에밋 J. 스캔런 - 셰인 테시에이 역
- 조 암스트롱 - 알렉산더 도즈먼 역
- 마커스 가비 - 에디 워커 역
- 다니아 그라이버 - 애비 워커 역
- 해티 모러핸 - 캐럴라인 버킷 역
- 제임스 노스코트 - 닐 버킷 역
- 내털리 앤더슨 - 클레어 워커 역